# Segstarr
Segstarr (Carex extensa) är en halvgräsart som beskrevs av Samuel Goodenough. Enligt Catalogue of Life ingår Segstarr i släktet starrar och familjen halvgräs, men enligt Dyntaxa är tillhörigheten istället släktet starrar och familjen halvgräs. Arten är reproducerande i Sverige. Inga underarter finns listade i Catalogue of Life.

## Bildgalleri

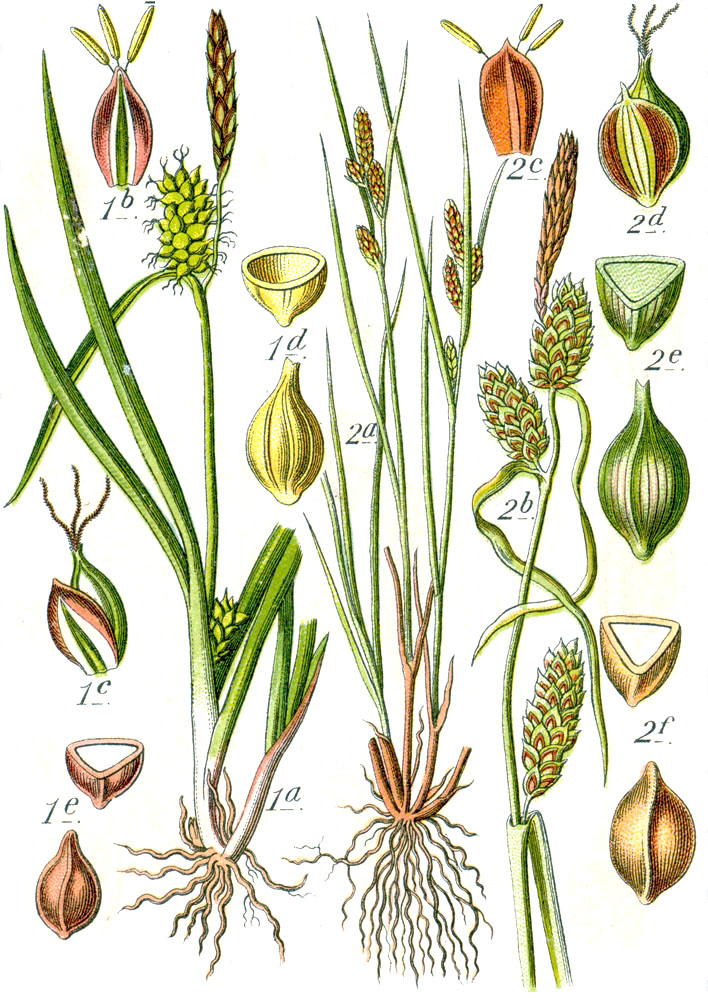